# Урай (Зиминский район)
Урай (ранее назывался Нурай) - исчезнувший участок на территории Филипповского сельского поселения Зиминского района.

## География
Располагался в 36 км от районного центра.

## История
Населённый пункт был основан в 1911 году, когда назывался Нурай. Согласно переписи населения СССР 1926 года в посёлке насчитывалось 27 хозяйств, 117 жителей (59 мужчин и 58 женщин). На 1929 год входил в состав Больше-Воронежского сельсовета с центром в посёлке Большеворонежский.
Название Нурай происходит, вероятнее всего, от бурятского нуур - «озеро».
Со временем название видоизменилось в Урай. На 1966 год участок Урай входил в состав Филипповского сельсовета.
Населённый пункт прекратил своё существование в связи с укрупнением колхозно-совхозных хозяйств и признанием малых населённых пунктов неперспективными. На топографической карте Генштаба СССР 1984 года населённый пункт Урай отмечен как жилой, на топографической карте Генштаба СССР 1985 года - уже как нежилой. Из этого следует, что населённый пункт перестал существовать в 1984-1985 годы.